# Greetings from Asbury Park, N.J.

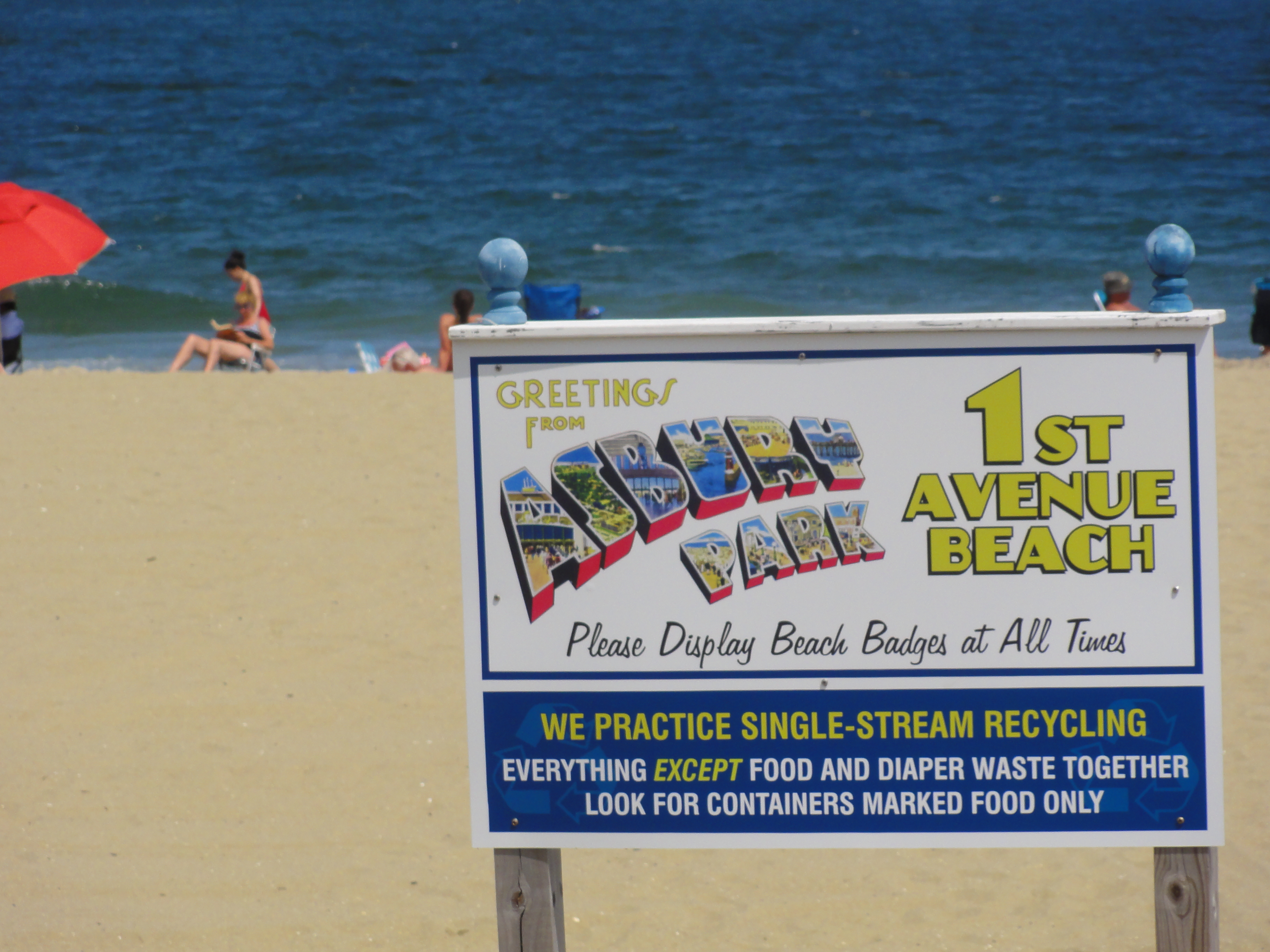
Informationsskylt på Asbury Parks strand som inspirerats av det skivomslag som inspirerats av ett vykort från platsen.

Greetings from Asbury Park, N.J. är Bruce Springsteens debutalbum, utgivet av skivbolaget Columbia Records den 5 januari 1973. Asbury Park är en badort i New Jersey inte långt från Bruce Springsteens hemstad Freehold och den förekommer i flera av hans låttexter.
Skivomslaget föreställer ett förstorat vykort från badortens glansdagar. Skivbolaget vill ha en bild på Springsteen i New York på omslaget till albumet vilket han inte tyckte kändes rätt. Istället fick han idén till omslaget då han passerade en souvenirbutik i Asbury Park och såg vykortet med texten "Greetings from Asbury Park" på.
När debutalbumet släpptes årets första vecka 1973 beskrevs Springsteen som "den nye Bob Dylan" i New Musical Express.
Springsteen skrev senare i boken Songs från 2003 att de flesta låtarna på albumet var självbiografier med en tvist.
Manfred Mann's Earth Band fick en hitsingel med Blinded by the Light, vilken blev etta på Billboard Hot 100 1976.

## Låtlista
1. "Blinded by the Light" – 5:04
2. "Growin' Up" – 3:05
3. "Mary Queen of Arkansas" – 5:21
4. "Does This Bus Stop at 82nd Street?" – 2:05
5. "Lost in the Flood" – 5:17
6. "The Angel" – 3:24
7. "For You" – 4:40
8. "Spirit in the Night" – 4:59
9. "It's Hard to Be a Saint in the City" – 3:13